# Monarchidae
I Monarchidae Bonaparte, 1854 sono una famiglia di uccelli passeriformi.

## Tassonomia
La famiglia comprende 99 specie in 16 generi:
- Genere Hypothymis
  - Hypothymis azurea (Boddaert, 1783)
  - Hypothymis puella (Wallace, 1863)
  - Hypothymis helenae (Steere, 1890)
  - Hypothymis coelestis Tweeddale, 1877

- Genere Eutrichomyias
  - Eutrichomyias rowleyi (Meyer, AB, 1878)

- Genere Trochocercus
  - Trochocercus cyanomelas (Vieillot, 1818)
  - Trochocercus nitens Cassin, 1859

- Genere Terpsiphone
  - Terpsiphone bedfordi (Ogilvie-Grant, 1907)
  - Terpsiphone rufocinerea Cabanis, 1875
  - Terpsiphone rufiventer (Swainson, 1837)
  - Terpsiphone smithii (Fraser, 1843)
  - Terpsiphone batesi Chapin, 1921
  - Terpsiphone viridis (Statius Müller, 1776)
  - Terpsiphone paradisi (Linnaeus, 1758)
  - Terpsiphone atrocaudata (Eyton, 1839)
  - Terpsiphone cyanescens (Sharpe, 1877)
  - Terpsiphone cinnamomea (Sharpe, 1877)
  - Terpsiphone atrochalybeia (Thomson, 1842)
  - Terpsiphone mutata (Linnaeus, 1766)
  - Terpsiphone corvina (Newton, E, 1867)
  - Terpsiphone bourbonnensis (Statius Müller, 1776)

- Genere Chasiempis
  - Chasiempis sclateri Ridgway, 1882
  - Chasiempis ibidis Stejneger, 1887
  - Chasiempis sandwichensis (Gmelin, JF, 1789)

- Genere Pomarea
  - Pomarea dimidiata (Hartlaub & Finsch, 1871)
  - Pomarea nigra (Sparrman, 1786)
  - Pomarea pomarea (Lesson & Garnot, 1828) †
  - Pomarea mendozae (Hartlaub, 1854)
  - Pomarea mira Murphy & Mathews, 1928
  - Pomarea nukuhivae Murphy & Mathews, 1928 †
  - Pomarea iphis Murphy & Mathews, 1928
  - Pomarea fluxa Murphy & Mathews, 1928 †
  - Pomarea whitneyi Murphy & Mathews, 1928

- Genere Mayrornis
  - Mayrornis schistaceus Mayr, 1933
  - Mayrornis versicolor Mayr, 1933
  - Mayrornis lessoni (Gray, GR, 1846)

- Genere Neolalage
  - Neolalage banksiana (Gray, GR, 1870)

- Genere Clytorhynchus
  - Clytorhynchus pachycephaloides Elliot, 1870
  - Clytorhynchus vitiensis (Hartlaub, 1866)
  - Clytorhynchus nigrogularis (Layard, EL, 1875)
  - Clytorhynchus sanctaecrucis Mayr, 1933
  - Clytorhynchus hamlini (Mayr, 1931)

- Genere Metabolus
  - Metabolus rugensis (Hombron & Jacquinot, 1841)

- Genere Symposiachrus
  - Symposiachrus axillaris (Salvadori, 1876)
  - Symposiachrus guttula (Lesson & Garnot, 1829)
  - Symposiachrus mundus (Sclater, PL, 1883)
  - Symposiachrus sacerdotum (Mees, 1973)
  - Symposiachrus boanensis (van Bemmel, 1939)
  - Symposiachrus trivirgatus (Temminck, 1826)
  - Symposiachrus bimaculatus (Gray, GR, 1861)
  - Symposiachrus leucurus (Gray, GR, 1858)
  - Symposiachrus everetti (Hartert, 1896)
  - Symposiachrus loricatus (Wallace, 1863)
  - Symposiachrus julianae (Ripley, 1959)
  - Symposiachrus brehmii (Schlegel, 1871)
  - Symposiachrus manadensis (Quoy & Gaimard, 1832)
  - Symposiachrus infelix (Sclater, PL, 1877)
  - Symposiachrus menckei (Heinroth, 1902)
  - Symposiachrus verticalis (Sclater, PL, 1877)
  - Symposiachrus barbatus (Ramsay, EP, 1879)
  - Symposiachrus browni (Ramsay, EP, 1883)
  - Symposiachrus vidua (Tristram, 1879)

- Genere Monarcha
  - Monarcha rubiensis (Meyer, AB, 1874)
  - Monarcha cinerascens (Temminck, 1827)
  - Monarcha melanopsis (Vieillot, 1818)
  - Monarcha frater Sclater, PL, 1874
  - Monarcha erythrostictus (Sharpe, 1888)
  - Monarcha castaneiventris Verreaux, J, 1858
  - Monarcha richardsii (Ramsay, EP, 1881)
  - Monarcha godeffroyi Hartlaub, 1868
  - Monarcha takatsukasae (Yamashina, 1931)

- Genere Carterornis
  - Carterornis leucotis (Gould, 1851)
  - Carterornis pileatus (Salvadori, 1878)
  - Carterornis chrysomela (Lesson & Garnot, 1827)

- Genere Arses
  - Arses insularis (Meyer, AB, 1874)
  - Arses telescopthalmus (Lesson & Garnot, 1827)
  - Arses lorealis De Vis, 1895
  - Arses kaupi Gould, 1851

- Genere Grallina
  - Grallina cyanoleuca (Latham, 1801)
  - Grallina bruijnii Salvadori, 1876

- Genere Myiagra
  - Myiagra oceanica Pucheran, 1853
  - Myiagra erythrops Hartlaub & Finsch, 1868
  - Myiagra freycineti Oustalet, 1881 †
  - Myiagra pluto Finsch, 1876
  - Myiagra galeata Gray, GR, 1861
  - Myiagra atra Meyer, AB, 1874
  - Myiagra rubecula (Latham, 1801)
  - Myiagra ferrocyanea Ramsay, EP, 1879
  - Myiagra cervinicauda Tristram, 1879
  - Myiagra caledonica Bonaparte, 1857
  - Myiagra vanikorensis (Quoy & Gaimard, 1832)
  - Myiagra albiventris (Peale, 1848)
  - Myiagra azureocapilla Layard, EL, 1875
  - Myiagra ruficollis (Vieillot, 1818)
  - Myiagra cyanoleuca (Vieillot, 1818)
  - Myiagra alecto (Temminck, 1827)
  - Myiagra hebetior (Hartert, 1924)
  - Myiagra nana (Gould, 1870)
  - Myiagra inquieta (Latham, 1801)